# Digital Living Network Alliance
Digital Living Network Alliance (DLNA) е група компании, работещи за това да създадат единен, отворен стандарт за свързване на устройства. DLNA съвместимостта означава, че можете да направите така, че да накарате своя LCD телевизор да говори на телефона, лаптопа и музикалния си плейър, така че да си почивате и да се наслаждавате на песни, филми и снимки на голям екран, независимо къде са разположени устройствата.